# Okrug Kiew
Der Okrug Kiew (ukrainisch Київська округа/ russisch Киевский округ) war eine vom 7. März 1923 bis 2. September 1930 bestehende Verwaltungseinheit in der Ukrainischen Sozialistischen Sowjetrepublik.
Der Okrug war zunächst Bestandteil des Gouvernement Kiew und nach dessen Auflösung der Oblast Kiew.

## Gliederung
Das Verwaltungszentrum war die Stadt Kiew. Während seines Bestehens änderten sich die Struktur und die Grenzen des Okrugs mehrmals. Er bestand zunächst aus 20 untergeordneten Bezirken, ab dem 1. Oktober 1925 aus 25 Bezirken mit insgesamt 559 Gemeinden.

## Bevölkerung
Der Okrug hatte 1925 eine Bevölkerung von 1.501.000 Einwohnern und nach der Volkszählung von 1926 1.592.912 Bewohner. Von diesen waren 48,59 % Männer und 51,41 % Frauen. Die Stadtbevölkerung des Okrug lag bei 591.705 (37,15 %) Einwohnern und im ländlichen Raum lebten 1.001.207 (62,85 %) der Bevölkerung.
Die Bevölkerung setzte sich bei der Volkszählung 1926 wie folgt zusammen:
- Ukrainer 77,9 %
- Russen 8,6 %
- Juden 10,1 %
- Polen 1,6 %

## Politik
Die Vorsitzenden des Exekutivkomitees des Okrug waren:
- 1923 – 1924 Michail Jewdokimowitsch Zjessarski (Михаил Евдокимович Цесарский)
- - 1925 K. G. Karpenko (К. Г. Карпенко)
- August – Dezember 1925 Panteleimon Iwanowitsch Swistun (Пантелеймон Иванович Свистун)
- Dezember 1925 – 1927 Panas Petrowitsch Ljubtschenko (Панас Петрович Любченко)
- 13. Januar 1928 – September 1930 Juri Alexandrowitsch Woizechowski (Юрий Александрович Войцеховский)